# 하태석
하태석(1972년 ~ )은 KBS 예능본부의 책임 프로듀서(CP)이다. 2017년부터 2023년 11월까지 KBS 열린음악회 프로듀서(PD) 겸 연출자를 지냈고, 2023년 11월 인사발령에서 3~4의 예능 프로그램의 편성기획을 총괄하는 KBS 예능본부 CP(부장급)으로 진급하였다.

## 경력
- KBS 예능본부 PD (1997년 입사)
- KBS TV제작본부 예능운영팀장
- KBS 예능본부 편성기획팀장 (부장급)
- KBS 창원방송총국장